# Крайбрежна майна
Крайбрежна майна (Acridotheres ginginianus) е вид птица от семейство Скорецови (Sturnidae). Видът е незастрашен от изчезване.

## Разпространение
Разпространен е в Бангладеш, Бутан, Индия, Мианмар, Непал, Пакистан и Тайван.